# Léon van Bon

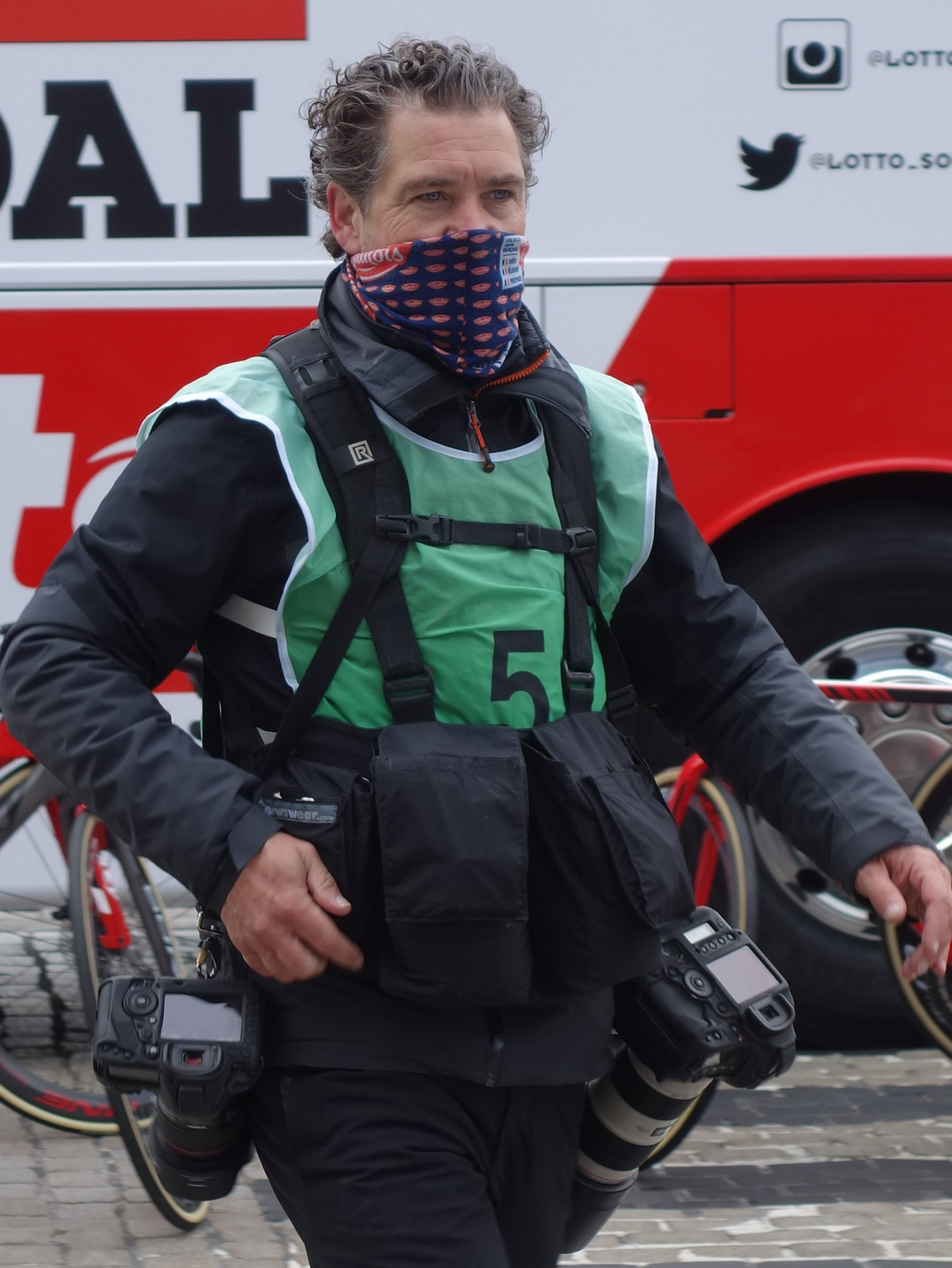
Van Bon als Fotograf bei Lüttich–Bastogne–Lüttich (2021)

Léon Hendrik Jan van Bon (* 28. Januar 1972 in Asperen, Lingewaal) ist ein niederländischer Fotograf und ehemaliger Radrennfahrer.

## Sportliche Laufbahn
Schon als Junioren-Fahrer wurde Léon van Bon mehrfacher niederländischer Meister in verschiedenen Disziplinen auf der Bahn. 1991 wurde er nationaler Amateur-Meister im Punktefahren. 1992 wiederholte er diesen Erfolg und wurde zusätzlich Meister im Zweier-Mannschaftsfahren. Er war Teilnehmer der Olympischen Sommerspiele 1992 in Barcelona. Dort holte er im Punktefahren die Silbermedaille hinter Giovanni Lambardi.
Seinen ersten größeren Erfolg feierte Léon van Bon 1996 mit einem Etappensieg bei Tirreno–Adriatico; zudem gewann er die Gesamtwertung von Wien-Rabenstein-Gresten-Wien. Er fuhr mehrere Jahre bei Rabobank (1994 bis 2000), in denen er unter anderem zwei Etappen bei der Tour de France, eine Etappe der Vuelta a España und das Eintagesrennen HEW Cyclassics gewinnen konnte sowie die Mallorca Challenge (1998). Während seiner Zeit bei Lotto (2003 bis 2006) gewann er eine Etappe der Deutschland Tour und errang einen Etappensieg bei Paris–Nizza. 2005 wurde er nach 2000 zum zweiten Mal niederländischer Meister im Straßenrennen.
1992 startete von Bon bei den Olympischen Sommerspielen in Barcelona und gewann die Silbermedaille im Punktefahren auf der Bahn. 1997 wurde er Dritter im Straßenrennen der Weltmeisterschaften in San Sebastian. 2013 beendete er seine Karriere.

## Berufliches
Seit dem Ende seiner sportlichen Karriere arbeitet van Bon im Radsportbereich als Fotograf und Texter.

## Erfolge

### Straße
1995
eine Etappe Tour DuPont
1996
eine Etappe Tirreno–Adriatico
 Sprintwertung Tour DuPont
1997
Omloop der Vlaamse Ardennen-Ichtegem
eine Etappe Vuelta a España
 Weltmeisterschaft – Straßenrennen
1998
HEW Cyclassics
eine Etappe Tour de France
2. Platz Gesamtwertung Weltcup
2000
eine Etappe Tour de France
 Niederländischer Meister – Straßenrennen
Ronde van Midden-Zeeland
2001
Niederlande-Rundfahrt
2002
eine Etappe Tour de Suisse
2003
eine Etappe Deutschland Tour
2004
eine Etappe Paris–Nizza
eine Etappe Niederlande-Rundfahrt
2005
 Niederländischer Meister – Straßenrennen
2007
Nokere Koerse
2008
eine Etappe Tour de Kumano
eine Etappe Tour of Thailand
2009
eine Etappe Tour de Korea

### Bahn
1991
 – Punktefahren (Amateure)
1992
 Silber Olympische Spiele Punktefahren, Bahn
 – Punktefahren (Amateure), Zweier-Mannschaftsfahren (Junioren)
2009
Sechstagerennen Apeldoorn mit Robert Bartko und Pim Ligthart
2011
Sechstagerennen Rotterdam mit Danny Stam

## Grand Tours-Platzierungen
| Grand Tour            | 1994 | 1995 | 1996 | 1997 | 1998 | 1999 | 2000 | 2001 | 2002 | 2003 | 2004 | 2005 | 2006 | 2007 |
| --------------------- | ---- | ---- | ---- | ---- | ---- | ---- | ---- | ---- | ---- | ---- | ---- | ---- | ---- | ---- |
| Giro d’ItaliaGiro     | –    | –    | –    | –    | –    | –    |      | –    |      |      | –    | –    | –    | DNF  |
| Tour de FranceTour    | DNF  | DNF  | DNF  | DNF  | 63   | DNF  | DNF  | –    | 129  | 132  | –    | DNF  | –    | –    |
| Vuelta a EspañaVuelta | –    | –    | –    | 77   | DNF  | –    |      | –    |      |      | –    | 98   | –    | –    |